# Peanuts
Peanuts je strip koji je osmislio Charles Monroe Schulz. Strip govori o Charliu Brownu, njegovom psu Snoopyu, Woodstocku i Charlievim prijateljima (Lucy, Linus, Franklin, Marcie...) Osmišljen je 2. listopada 1950., a zadnje izdanje došlo je 12. veljače 2000. godine, kada je autor stripa umro. Najčešći likovi stripa Peanuts su Charlie Brown, Snoopy i Woodstock. Peanuts se kao strip tiskao u 2.600 novina, bio je popularan u 75 zemalja svijeta i preveden je na na 21 jezik. Prikazano je čak 17.897 stripova. Peanuts je dva puta ekraniziran na TV-u u A Charlie Brown Christmas (1965.) i It's the Great Pumpkin, Charlie Brown.
Charlie Brown je osmogodišnjak i glavni je lik stripa Peanuts. Ima svog ljubimca Snoopya, koji također ima i svog ljubimca, Woodstocka. Njegova sestra je Sally Brown koja ga uobičajeno naziva "Veliki brat". Obožava bejzbol, ali uvijek gubi u bejzbolu. Kad se u stripu prvi put pojavio (tj. 50-ih godina prošlog stoljeća), imao je četiri godine.
Snoopy je inteligentan pas, jer vrlo često (ali ne uvijek) pomaže drugim likovima Peanutsa. Njegov ljubimac je ptičica Woodstock. Često spava na svojoj kućici, uglavnom zajedno s Woodstockom, koji "ima običaj" spavati na Snoopyevom nosu. Kad se u stripu pojavio prvi put, bio je obični pas lutalica.
Woodstock je fiktivna žuta ptičica, koja nalikuje kanarincu. Ljubimac je Snoopya. Pojavio se 60-ih godina 20. stoljeća, a kod Snoopya je došao 1967. godine, no nekoliko godina nije imao ime. Dobio ga je nakon rock festivala (koji se zvao Woodstock), 22. lipnja 1970.
Sally Brown je šestogodišnja djevojčica koja je sestra Charlia Browna koja ga zove "Veliki brat". Često se "ulijeni" zato što veći dio vremena provodi u naslonjaču gledajući TV. U školi ne zna gotovo ništa i loša je učenica. Pojavila se 1959. godine. Zaljubljena je u Charlieva prijatelja, Linusa.
Linus van Pelt, kojeg društvo zove Linus, dječak je koji obožava svoju svijetloplavu dekicu i zato se jednostavno ne odvaja od nje, jer on smatra da bi "mogao umrijeti bez nje". Intelektualac je, pa kad siše palac izgovara filozofske misli. 

## Ostali likovi
- Charlotte Braun
- Peppermint Patty
- Frieda
- 555 "5" 95472